# Process (album, John Cale)
Process je soundtrackové album velšského hudebníka a hudebního skladatele Johna Calea, vydané v srpnu 2005 pod hlavičkou francouzského nezávislého hudebního vydavatelství Syntax Records. Jde o hudbu k francouzskému dramatickému filmu Process britského režiséra C. S. Leigha z roku 2004. Již od prvních chvil, kdy Leigh začal na tomto filmu pracovat, chtěl, aby k němu složil hudbu právě Cale. Jde o Caleovu první spolupráci s tímto režisérem; oba spolu v pozdějších letech ještě spolupracovali na několika projektech.
Album jako celek vyšlo pouze na CD, ale vyšla ještě zkrácená forma obsahující pouze tři skladby („Suicide Theme“, „Candles“ a „Reading Poem“) na 10" gramofonové desce. Všech čtrnáct skladeb na albu bylo nahráno v minimalistickém duchu pouze na klavír. Autorem fotografie na obalu alba je Laurence Tremolet a jako autor designu je uveden Tundra. Magazín Mojo desku označil za jedno z „alb měsíce“.

## Seznam skladeb
Všechny skladby napsal John Cale.
| Pořadí         | Název            | Délka |
| -------------- | ---------------- | ----- |
| 1.             | Theme Intro      | 1:45  |
| 2.             | Theatre          | 6:51  |
| 3.             | Post-Sex         | 2:12  |
| 4.             | Museum           | 4:42  |
| 5.             | Radiology        | 5:51  |
| 6.             | Candles          | 3:38  |
| 7.             | Bedroom          | 0:38  |
| 8.             | Car Blue         | 1:45  |
| 9.             | Packing Books    | 4:46  |
| 10.            | Reading Poem     | 5:33  |
| 11.            | Burning/Painting | 5:08  |
| 12.            | La Defense/Metro | 5:54  |
| 13.            | Suicide Theme    | 12:53 |
| 14.            | Ascension        | 4:53  |
| Celková délka: | Celková délka:   | 66:29 |

## Obsazení
- John Cale – klavír